# اندريا كوكو
اندريا كوكو (بالإيطالية: Andrea Cocco)‏ (8 أبريل 1986 بكالياري في إيطاليا - ) هو لاعب كرة قدم إيطالي في مركز الهجوم. لعب مع نادي بيرا مار ونادي بيستويسي ونادي بيسكارا ونادي ريجينا ونادي فيتشينزا ونادي فينيزيا ونادي كالياري وهيلاس فيرونا وPolisportiva Alghero ‏ وRovigo Calcio ‏ وUC AlbinoLeffe ‏.

## روابط خارجية
- اندريا كوكو على موقع قاعدة بيانات كرة القدم.إي يو (الإنجليزية)
- اندريا كوكو على موقع Soccerway.com (الإنجليزية)
- اندريا كوكو على موقع عالم كرة القدم.نت (الإنجليزية)
- اندريا كوكو على موقع AS.com (الإسبانية)